# Kuanysj VK
Kuanysj VK är en volleybollklubb från Petropavl, Kazakstan. Klubben grundades 2012 och debuterade i den högsta serien 2014-2015. Lagets främsta merit är dess seger i Asian Women's Club Volleyball Championship 2022. Nationellt har laget flera top 5-placeringar i ligan och semifinaler i cupen som bästa meriter.